# Сето лело
Сето лело (ест. Setu leelo) — традиційний багатоголосний спів спільноти сету, що проживає в південно-східній Естонії — Сетомаа. Цей стиль співу, що народився та зберігся в конкретних історичних та соціальних обставинах, існує понад 1000 років.

## Опис співу
Хоровий спів сето лело, як і рунічні пісні, характеризується чергуванням соліста та хору: зазвичай соліст співає просту мелодію не надто широкого масштабу, а хор приєднується до нього в кінці рядка і повторює приспів — той самий вірш. Такому співу властиві конкретні правила, але в той же час дуже цінується вміння імпровізувати.
У деяких піснях партія хору відрізняється повтореннями або хоровими словами від слів соліста. Хор зазвичай співає повільніше, повторює вірш мелодійніше та ритмічно стійкіше ніж соліст. Пісні лело виконують акапельно переважно жінки і вони відрізняються від пісень, які співають у змішаній компанії.

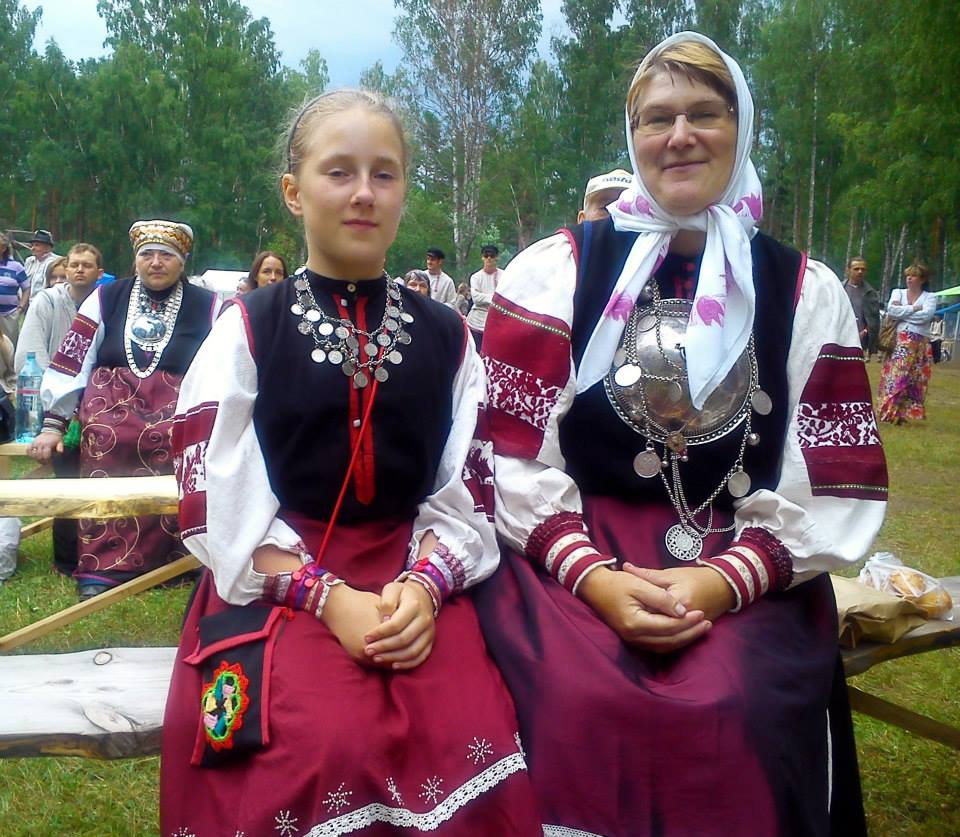
Традиційна ноша жінок з Сетомаа

Спів солістів заснований на імпровізації — співак аранжує наступні рядки пісні. Рунічні пісні (Regilaul) можуть бути з 8-складними рядками або довшими — можуть мати 9, 11 або навіть 16 складів з численними алітераціями та паралелізмами. У старовинних піснях хор ще більше подовжує рядки.
Крім багатоголосного хорового співу сето існує також одноголосний. Загалом, пісня сето є багатоголосною, сольні пісні — це лише колискові пісні, вівчарські пісні, похоронні пісні, заклинання, деякі дитячі пісні.
Переважна більшість хорів складається тільки з жінок. Співаки виступають у традиційній народній ноші. І хоч раніше традиційний спів сето супроводжував майже всі щоденні заходи в сільських громадах, тепер він звучиь в основному на сценічних виступах. Спів сето лело є втіленням самобутності громад, та об'єктом їхньої гордості.